# Ameland

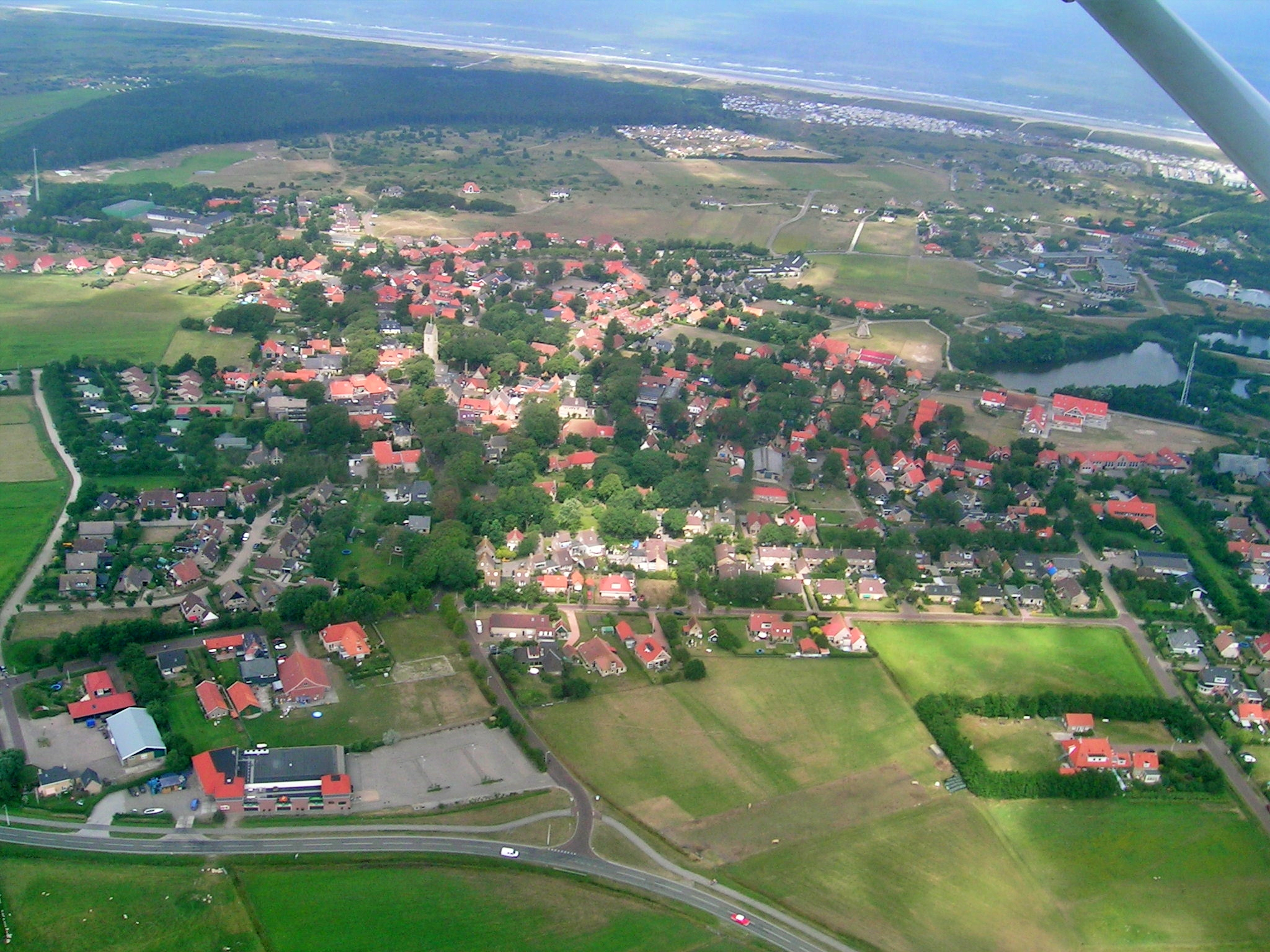
Der Hauptort Nes aus der Luft

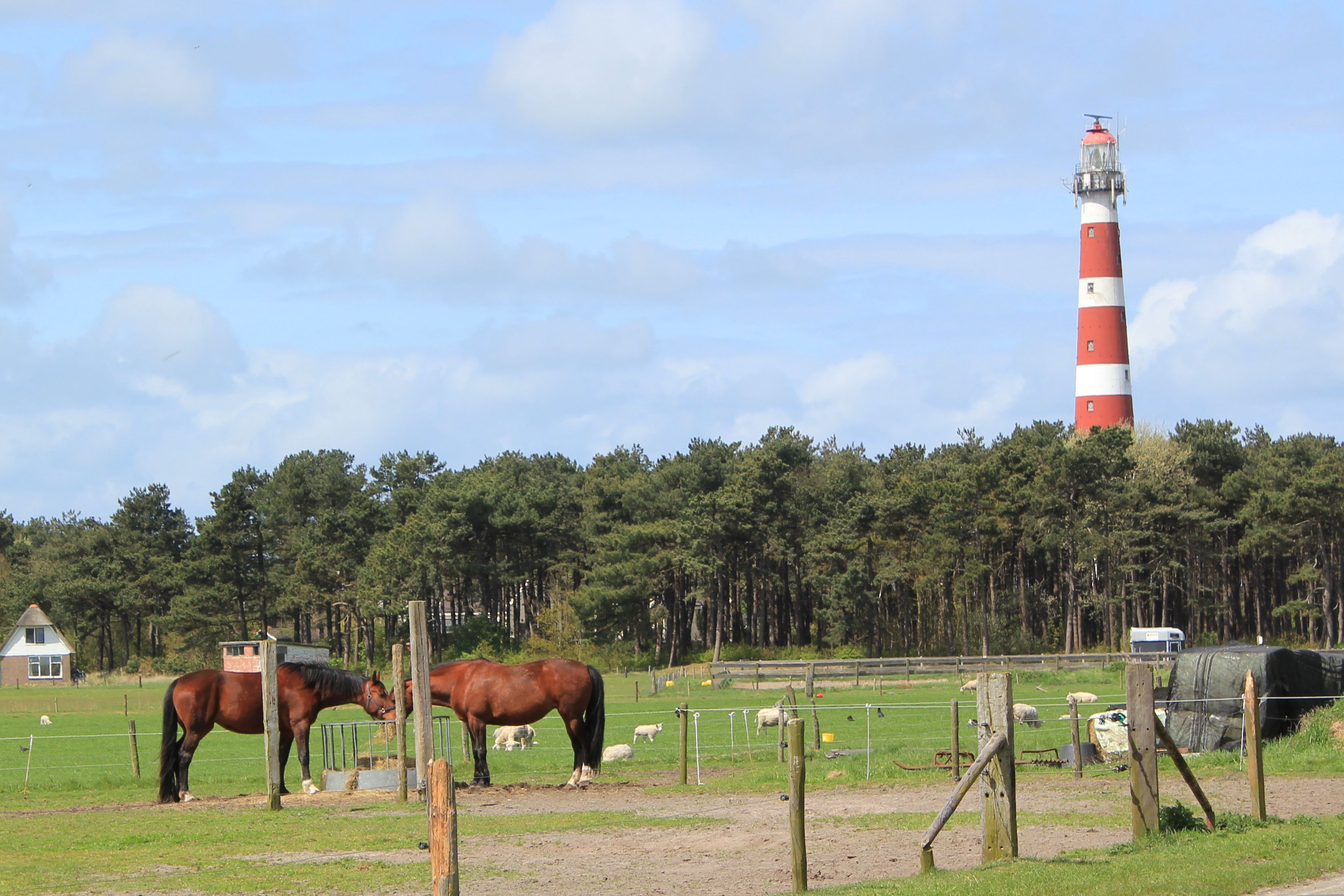
Der Leuchtturm bei Hollum

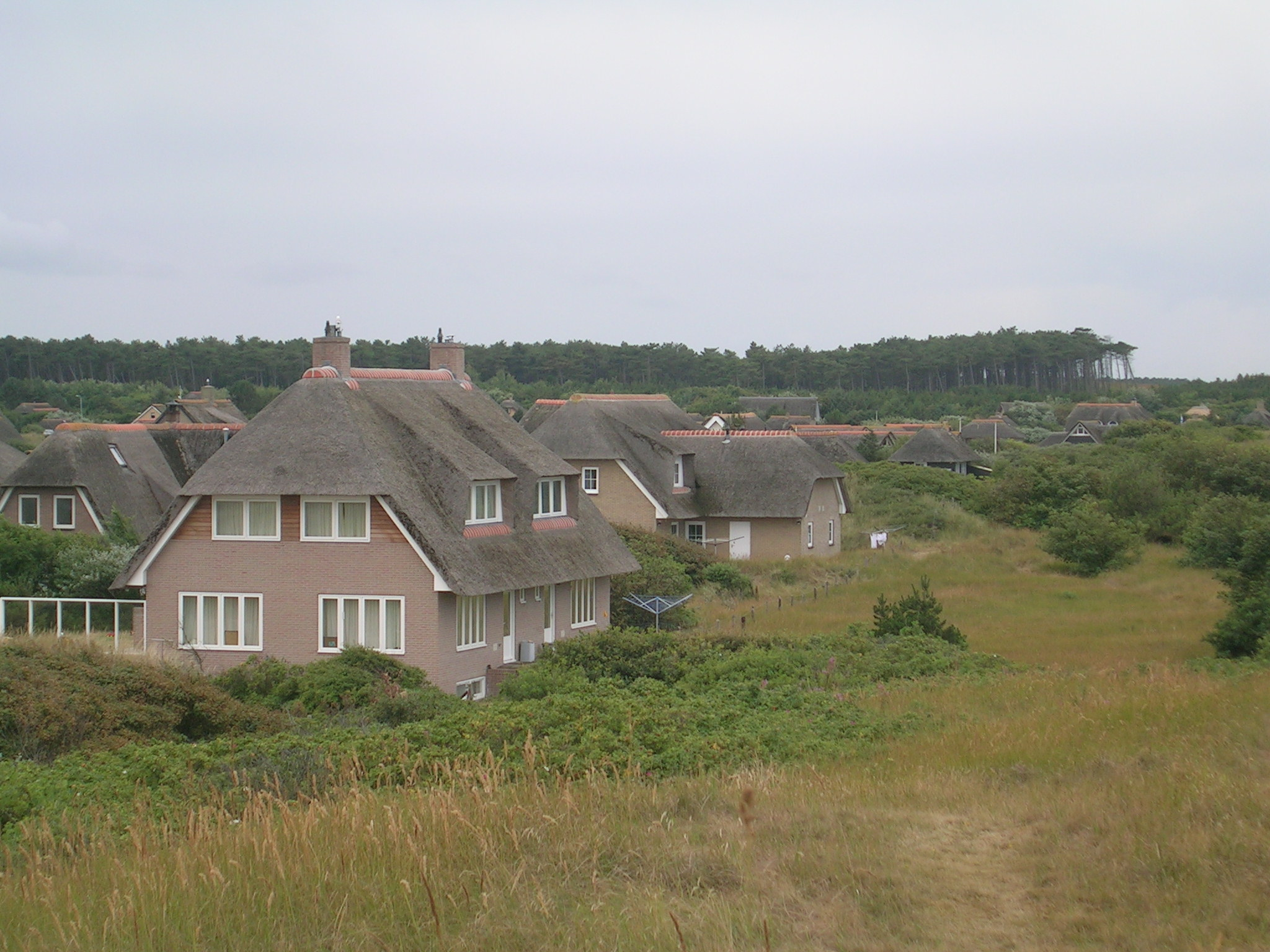
Reet-gedeckte Häuser sind typisch für die Insel

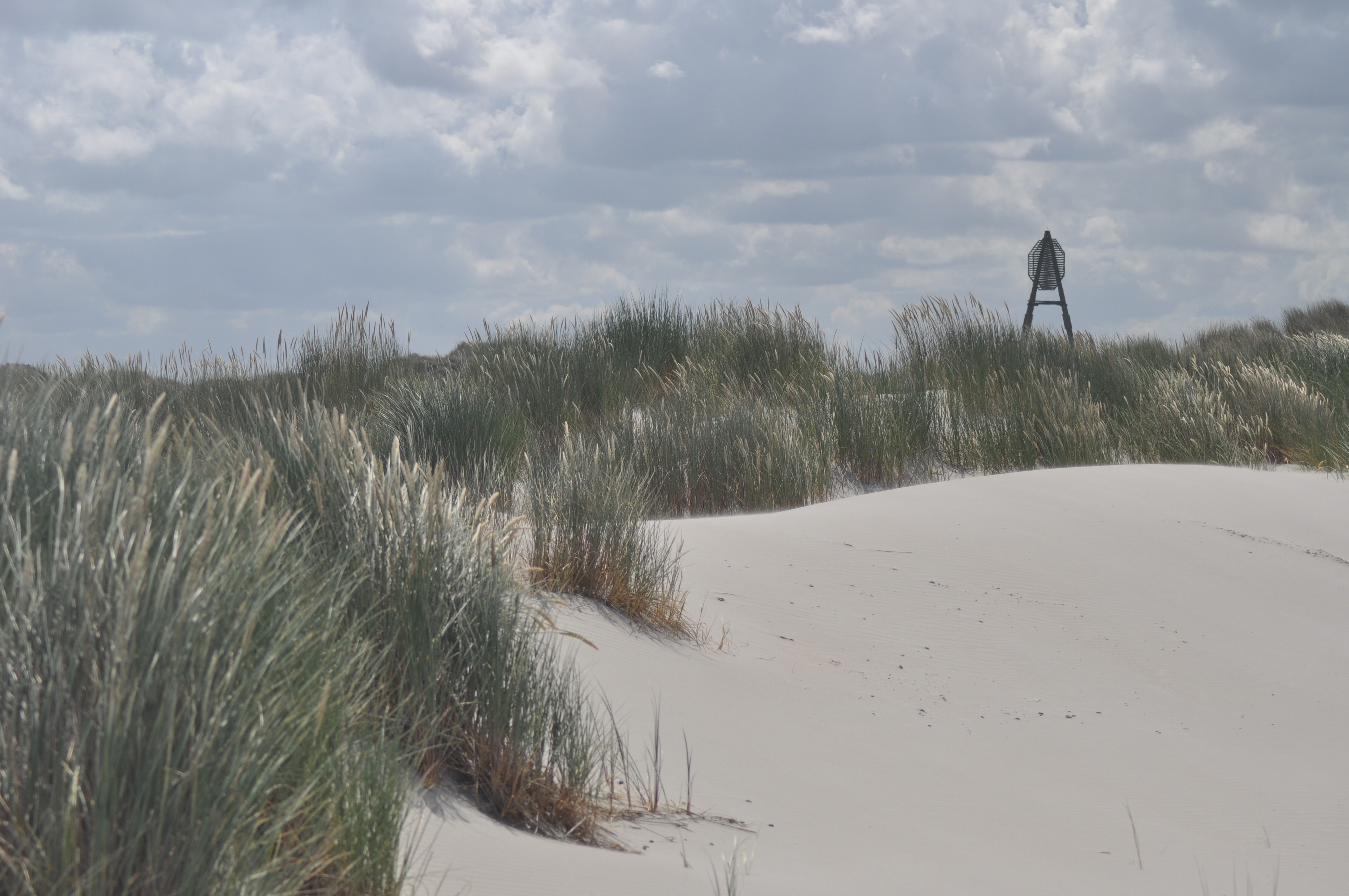
Naturschutzgebiet „De Hon“ im Osten der Insel

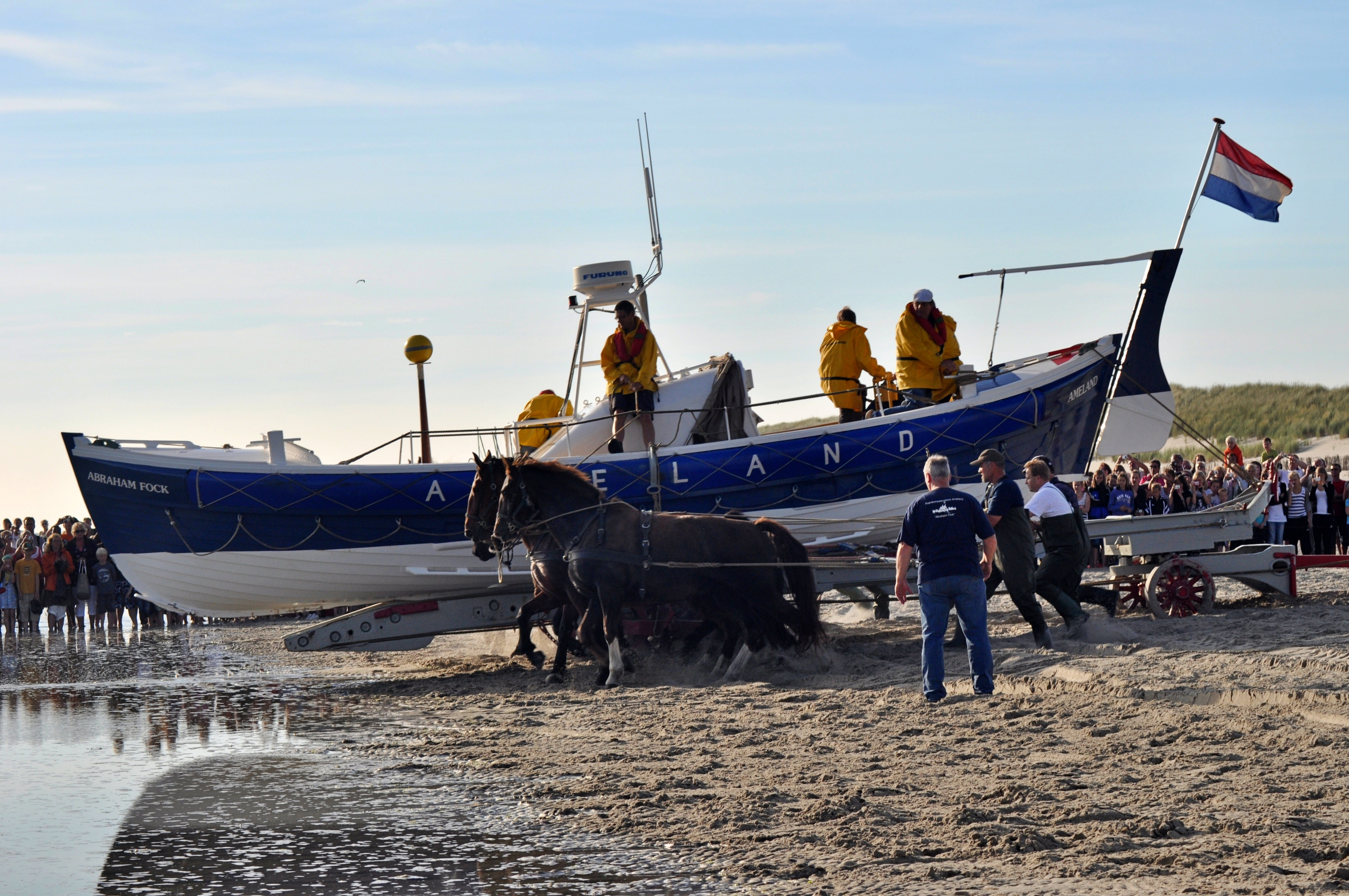
Wasserung des Rettungsbootes im Juli 2010

Ameland (westfriesisch It Amelân) ist eine der fünf bewohnten westfriesischen Inseln in der Nordsee. Sie gehört zu den Niederlanden. Die Insel ist ein beliebtes Ferien-, Reise- und Ausflugsziel für Familien, Caravancamper, Schulklassen und Ferienfreizeiten. Vom Festland erreicht man Ameland mit den Fähren „Sier“ und „Oerd“ ab Holwert. Die Überfahrt dauert in der Regel 50 Minuten.
Hauptort Amelands ist Nes mit zahlreichen Einkaufsmöglichkeiten.

## Geographie
Die Insel liegt nördlich von Holwert vor der niederländischen Küste. Benachbarte Inseln sind nach Osten Schiermonnikoog sowie nach Westen Terschelling.

### Entstehung der Insel
Die westfriesischen Inseln entstanden vor etwa 10.000 Jahren. Nach der letzten Eiszeit, der Weichsel-Kaltzeit, stieg der Meeresspiegel an und füllte die südliche Nordsee mit Wasser. Am Ufer bildeten sich große Moore, die von Gezeitenabsätzen wie Sand und Lehm überlagert wurden. Die Wogen der Nordsee schoben Sand immer weiter an die Küste und es kam zur Entstehung von Sandbänken vor der Küste. Durch Pflanzenwachstum wurden sie nach und nach höher und formten sich zu einer geschlossenen Dünendecke. Einige Jahrhunderte nach Beginn unserer Zeitrechnung zerbrach das Meer die Dünenkette in einzelne Teile. Wasser drang ein und überflutete das heutige Wattenmeer. So entstanden sowohl die West- als auch die Ostfriesischen Inseln.

## Orte
Ameland hat 3807 Einwohner (Stand: 1. Januar 2025). Auf der Insel gibt es vier Ortschaften (aufgelistet von Ost nach West):
- Buren (Ausspracheⓘ/?) (760 Einwohner; Stand: 1. Januar 2024) ist das östlichste Dorf der Insel. Ursprünglich ein Bauerndorf, dessen Einwohner sich ihr mageres Einkommen mit Strandräubereien (Niederländisch: strandjutten) aufbesserten. Der Ort ist im Sommer geprägt durch die vielen Ferienlager, die in umgebauten Bauernhöfen Unterkunft finden. Im Dorfzentrum findet man einige Imbissbuden, einen Supermarkt und einige kleinere Läden.
- In Nes (1.290 Einwohner; Stand: 1. Januar 2024) liegt der Hafen, wo die Fähre vom Festland (Holwert), 25 km nordöstlich der Provinzhauptstadt Leeuwarden, anlegt. In Nes findet sich der Fremdenverkehrsverein, das Naturkundemuseum und die Polizeistation der Insel sowie eine der beiden Ameländer Feuerwehren.
- Ballum (500 Einwohner; Stand: 1. Januar 2024) ist ein Dorf westlich von Nes, das weniger vom Tourismus geprägt ist. Hier steht das Rathaus der Insel, an der Stelle, wo früher das Schloss der Camminghas stand. In der Nähe von Ballum befindet sich der Flugplatz von Ameland, von dem aus Rundflüge über die Insel stattfinden sowie Flüge zum Festland. Gegenüber dem Flugplatz liegt der Campingplatz Roosdunen.
- In Hollum (1.295 Einwohner; Stand: 1. Januar 2024) steht der Leuchtturm Bornrif (gebaut 1880), der fast von jedem Ort der Insel aus sichtbar ist und einen Blick über die gesamte Insel bietet. Der Ort ist das größte Dorf der Insel.
- Der Ort Sier ist inzwischen verschwunden, er soll sich im Westen der Insel befunden haben, an ihn erinnern noch einige Brunnen, die durch Ausgrabungen freigelegt wurden und der Name einer Fähre, die Ameland mit dem Festland Holwert verbindet. Die zweite Fähre „Oerd“ ist ebenso nach einem längst verschwundenen Ort im Osten der Insel benannt. Man vermutet, dass sich der Ort an der Stelle der Dünen „Het Oerd“ im Ameländer Naturschutzgebiet befand.

## Geschichte

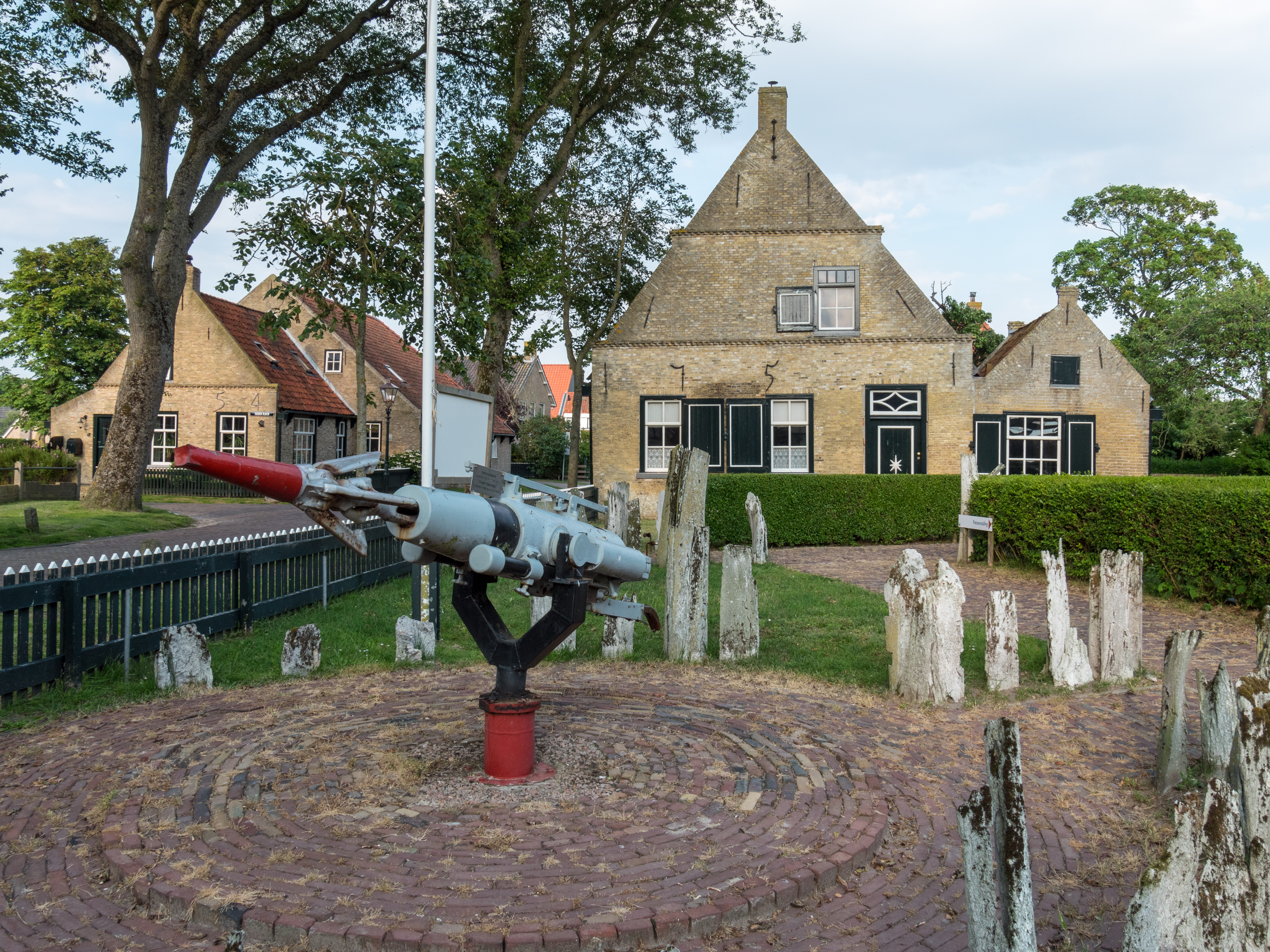
Harpunenkanone vor dem Museum Sorgdrager in Hollum

Die frühe Geschichte der Insel liegt im Dunkeln, es gibt kaum Quellen oder archäologische Funde. Allerdings wird bei Plinius dem Älteren eine Insel erwähnt, die „von den Barbaren Austeravia [genannt wird] … [und von dem römischen Feldherrn] Germanicus Glaesaria, weil auf ihr Bernstein entstehe …“. Einige Autoren meinen, hiermit sei Ameland gemeint, was umstritten ist. Ferner ist bekannt, dass Seefahrer und Fischer die Insel als Zufluchtsort vor Stürmen nutzten, was vermutlich erste Ansiedlungen zur Folge hatte. Schon um 800 soll es eine Kirche gegeben haben, die Kirche in Hollum steht auf Fundamenten vom Beginn des 12. Jahrhunderts.
1398 gaben die holländischen Grafen Ameland als Lehen an Arend van Egmond. Nach 1400 entzog sich aber Ameland bald der holländischen Autorität. Der Landtag 1405 in Hartwerd (bei Bolsward) regelte das Verhältnis zwischen dieser Insel und Friesland; die getroffene Übereinkunft kam einer Unabhängigkeit gleich. Sie wurde 1428 von Philipp dem Guten und 1469 von Karl dem Kühnen bestätigt.
Wie auf Terschelling herrschten auf der Insel Ameland friesische Häuptlinge, erst aus der Familie Jelmera. Ritske Jalmera baute sich um 1400 in Ballum ein Steinhaus („stins“), ein kleines Schloss. Dann folgte die Herrschaft der Familie Donia und schließlich ab 1463 ein Heringa, der sich später Hayo von Cammingha nannte. 1474 wurde ihm das Schloss in einem Prozess offiziell zugewiesen, unter anderem mit erblichem Seerecht. 1494 erkannte der römisch-deutsche König Maximilian I. Pieter Cammingha als Erbherrn von Ameland an.
Die Camminghas regierten zweihundert Jahre lang die Insel. Sie hielten sich im Wesentlichen neutral. Als Beispiel sei hier der Achtzigjährige Krieg (1568–1648) genannt. Die Staaten von Friesland erkannten diese Neutralität und Unabhängigkeit an, die Generalstaaten und die Staaten von Holland erhoben allerdings Ansprüche auf die Insel. Es gab einige Streitigkeiten mit den Wassergeusen. Ameland wurde, wie auch Terschelling, im Jahr 1569 kurzfristig besetzt.
Die Familie Cammingha vermochte sich bis in die zweite Hälfte des 17. Jahrhunderts zu halten. 1680 verstarb Frans Duco van Cammingha kinderlos. Die Herrschaft über Ameland ging 1681 auf drei Nichten über (Familie Theo Schwartsenberg Hohenlandsberg). 1704 verkauften sie die Insel für 170.000 Gulden an Johan Willem Friso van Nassau-Dietz, Erbstatthalter von Friesland und Groningen. Ameland befand sich damit zunächst in den Händen der Oranje, bis sie es durch die französische Besatzung 1795 wieder verloren. Ameland wurde 1801 der Provinz Friesland zugeschlagen. Als 1813 die Unabhängigkeit der Niederlande wiederhergestellt war, endete der Status Amelands als Freie Herrlichkeit. Das Schloss der Camminghas, das nun vom Bürgermeister bezogen wurde, fiel schließlich in den Besitz des Kaufmannes Jan Scheltema, der es zum Abbruch kaufte und 1829 dem Erdboden gleichmachen ließ.
Im 18. Jahrhundert bildete der Walfang die Haupteinnahmequelle der Insulaner. 1770 wohnten 128 Seeleute und Kapitäne auf der Insel, die in Walfängern zur See fuhren und der Insel einen bis dahin ungekannten Wohlstand brachten. Diese Blütezeit war abrupt beendet, als 1777 viele Ameländer im arktischen Packeis den Tod fanden, was vom damaligen Kommandeur Hidde Dirks Kat ausführlich in seinem Tagebuch beschrieben wurde.
Die Einwohnerzahlen sanken im Laufe der Jahre stark, erst mit der Anlage von Deichen entstand die Möglichkeit, die Insel landwirtschaftlich zu nutzen. Seit Mitte des 20. Jahrhunderts spielt der Tourismus eine zunehmende Rolle und wurde die wesentliche Einnahmequelle der Insel.

## Tourismus und Verkehr

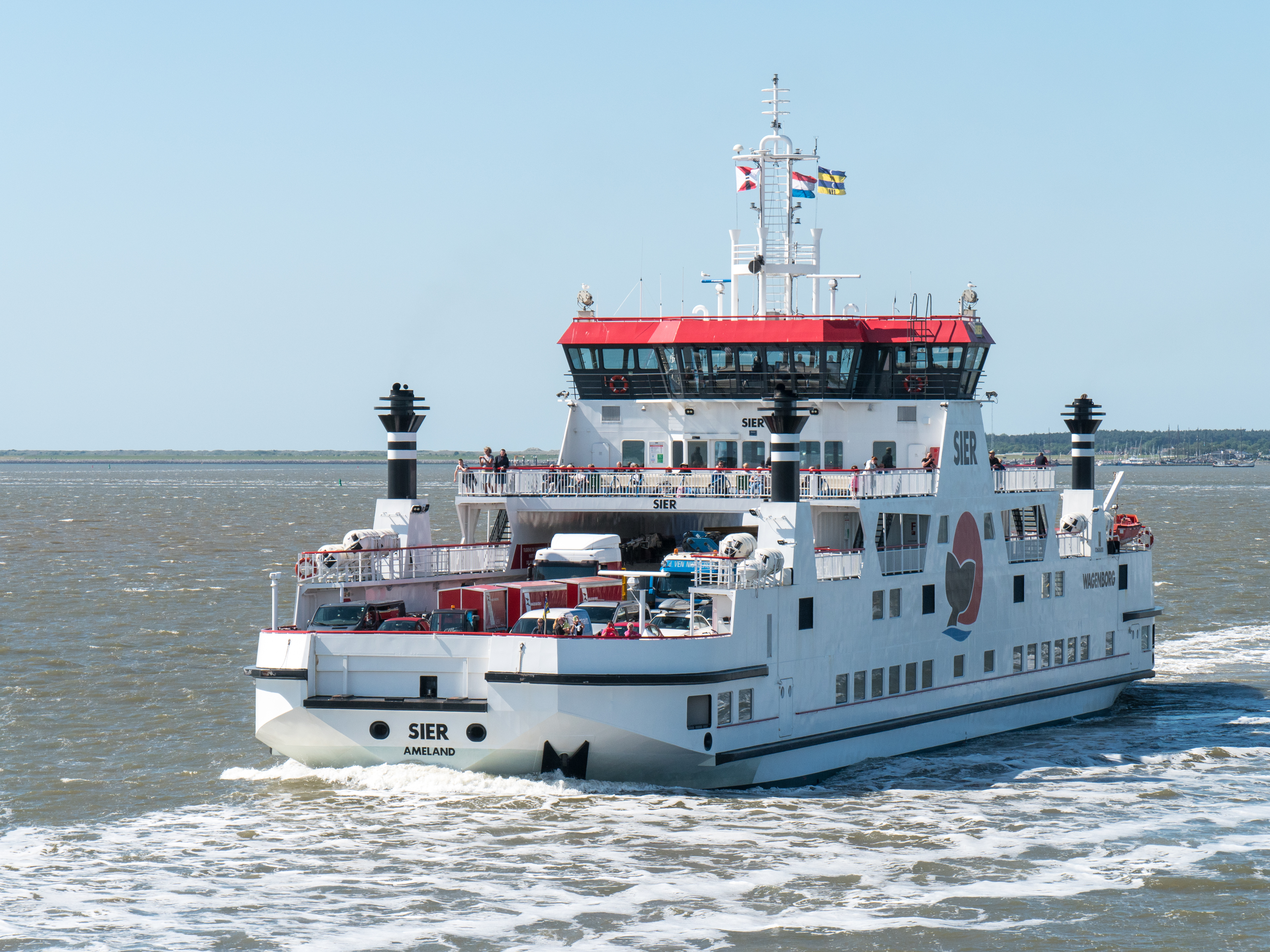
Ameland-Fähre "Sier"

Seit mindestens 75 Jahren gibt es Kinderfreizeiten auf Ameland, die ersten deutschen Kinder vom Niederrhein kamen 1920 oder 1921 zur „Kinderlandverschickung“ auf die Insel. Besonders nachdem der katholische Priester Edmund Janssen einen Kontakt nach Ameland herstellte, haben Bauern ihre Ställe zur Verfügung gestellt, die den Kindern teilweise noch in renovierter Form als Übernachtungsmöglichkeit dienen. Viele neue Gruppenunterkünfte („Lager“) sind in den letzten Jahren hinzugekommen. In den Sommerferien bevölkern 20.000 Jugendliche die Insel und sind damit eine nicht zu unterschätzende Einnahmequelle. In den Sommerferien des Bundeslandes Nordrhein-Westfalen richtet der Malteser Hilfsdienst aus der Diözese Münster in Buren eine Ambulanz für die Jugendlager ein, um die ortsansässigen Ärzte zu entlasten. Daneben entsendet das Bistum Münster im gleichen Zeitraum das sogenannte Pastoralteam, das deutschsprachige Gottesdienste veranstaltet, die Ferienlager vernetzt und diesen psychosoziale Beratungsgespräche anbietet. Neben den Gruppenunterkünften gibt es vier große Campingplätze, einige Hotels und eine Vielzahl von Ferienappartements auf der Insel. Die Insel beherbergt den kleineren der beiden Flughäfen der westfriesischen Inseln. 2001 zählte er knapp 6.000 Starts und Landungen, womit sich die Zahl gegenüber 1986 mehr als verdoppelt hat.

## Versorgung
Die Energieversorgung der Insel erfolgt durch den holländischen Erdgas-Förderer Eneco.
Auf der Insel werden seit Ende 2007 Feldtests zur Injektion von Wasserstoff in das lokale Erdgasnetz durchgeführt. Dazu wurde eine kleine Häusergruppe nahe dem Ort Nes vom Netz abgekoppelt und mit einer separaten Versorgungsstation verbunden. Der Wasserstoffanteil liegt zurzeit bei 15 % und kann bei Bedarf auf 20 % gesteigert werden.

### Erdgasförderung
Auf und vor der Insel gibt es mehrere Bohrungen zur Erdgasförderung der Nederlandse Aardolie Maatschappij B.V. (NAM). Etwa drei Kilometer vor der Küste befindet sich die vom Strand gut sichtbare Erdgasförderplattform Ameland-Westgat-1, auf der Erdgas aufbereitet und nach Groningen weitergeleitet wird, das von dieser, einer weiteren Offshore-Plattform vor der Insel und von einer Anlage auf Ameland (Ameland-Ost-1) gefördert wurde.

## Ausflugsziele
Die beliebtesten Ausflugsziele auf Ameland sind der Leuchtturm Bornrif und der lange Strand Richtung Nordsee. Ein weiteres beliebtes Ausflugsziel ist der Wasserspielplatz „in de Vleyen“ bei Nes. In unmittelbarer Nähe eröffnete im Juni 2009, an alter Stelle am Strandweg, das neu erbaute Naturzentrum mit seinem Aussichtsturm. Darüber hinaus gibt es ein Strandgut- und Landwirtschaftsmuseum und die Nassau-Entenkoje in Buren sowie das Rettungsmuseum und das kulturhistorische Museum „Sorgdrager“ in Hollum. Bekannt auf Ameland sind auch die Robben- und Muschelfahrten zu Robbenbänken vom Hafen aus.
In Buren gibt es ein kleines modernes Schwimmbad mit Kinderbecken, Rutsche und einem Becken mit normaler Tiefe. Des Weiteren gibt es den Strandexpress, der eine Führung ins Naturschutzgebiet „De Hon“ ermöglicht. Das alte große Schwimmbad in Nes wurde vor Jahren wegen Geldmangels und hygienischer Unzulänglichkeiten stillgelegt.

## Veranstaltungen
- im Sommer (meist 2× monatlich) – im Winter (meist monatlich): Wasserung des Rettungsbootes „Abraham Fock“
- Juni: Ameland Beach Rugby Festival
- Juli: MadNes – Festival
- August: Roggenfest in Nes
- September: Jährlich findet auf Ameland der ETU-Cross-Triathlon („Tri-Ambla“) statt.
- November: Kunstmarkt in Nes und auf der gesamten Insel Kunstmonat (Kunstmaand)
- Das Ameländer Motorrad-Pfingsttreffen in Duinoord fand bis 2005 statt

## Politik
Bei der Kommunalwahl im Jahre 2022 konnte sich die neue Lokalpartei AmelandEén den Wahlsieg mit mehr als einem Drittel der Stimmen sichern. Sie gewann bereits die Kommunalwahl vier Jahre zuvor und bildete in der Legislaturperiode von 2018 bis 2022 eine Koalition mit der PvdA.

### Gemeinderat
Der Gemeinderat wird seit 1982 folgendermaßen gebildet:
| Partei                                | Sitze | Sitze | Sitze | Sitze | Sitze | Sitze | Sitze | Sitze | Sitze | Sitze | Sitze |
| Partei                                | 1982  | 1986  | 1990  | 1994  | 1998  | 2002  | 2006  | 2010  | 2014  | 2018  | 2022  |
| ------------------------------------- | ----- | ----- | ----- | ----- | ----- | ----- | ----- | ----- | ----- | ----- | ----- |
| AmelandEén                            | –     | –     | –     | –     | –     | –     | –     | –     | –     | 5     | 4     |
| Algemeen Belang Ameland               | 3     | 3     | 2     | 2     | 2     | 4     | 2     | 2     | 3     | 2     | 3     |
| CDA                                   | 3     | 3     | 2     | 3     | 2     | 2     | 2     | 3     | 3     | 1     | 1     |
| Ameland ’82                           | 0     | 1     | 3     | 3     | 4     | 3     | 4     | 3     | 3     | 1     | 1     |
| PvdA                                  | 1     | 1     | 2     | 2     | 2     | 2     | 2     | 2     | 1     | 1     | 1     |
| VVD                                   | 1     | 1     | 1     | 1     | 1     | 0     | 1     | 1     | 1     | 1     | 1     |
| Christelijk Arbeid Ondernemend Partij | –     | –     | –     | –     | –     | –     | –     | –     | 0     | –     | –     |
| Belangen Combinatie Ameland           | 2     | 2     | 1     | 0     | –     | –     | –     | –     | –     | –     | –     |
| D66                                   | –     | –     | –     | 0     | –     | –     | –     | –     | –     | –     | –     |
| Lijst De Jong                         | 1     | –     | –     | –     | –     | –     | –     | –     | –     | –     | –     |
| Gesamt                                | 11    | 11    | 11    | 11    | 11    | 11    | 11    | 11    | 11    | 11    | 11    |

### Kollegium von Bürgermeister und Beigeordneten
Folgende Personen gehören zum College van burgemeester en wethouders der Gemeinde Ameland:
Bürgermeister
- Leo Pieter Stoel (VVD; Amtsantritt: 16. Januar 2020)[1]

Beigeordnete
- Theo Faber (AmelandEén)
- Ellen Bruins Slot (PvdA)

Gemeindesekretär
- Febo Perdok (kommissarisch)

### Wappen und Flagge
Einst sollen einige Ameländer des Nachts Holzbalken von der Insel Terschelling gestohlen haben, um daraus einen Galgen zu bauen. Ein bekannter Reim lautet: De Amelander schalken, stalen eens 3 balken, des avonds in de maneschijn, daarom zal dit hun wapen zijn.
Das Wappen wurde am 20. Februar 1816 durch königlichen Beschluss wie folgt festgelegt: ein Schild, in der Mitte durchgeschnitten, die rechte Hälfte von Gold, verziert mit drei schwarzen Balken, welche von links oben nach rechts unten verlaufen, die linke Hälfte ist lasiert und beladen mit einem wachsenden Mond in Silber. Der Schild wird oben von einer goldenen Krone gedeckt.
Das Aussehen der Gemeindeflagge wurde durch einen Ratsbeschluss am 27. Juni 1950 festgelegt: vier gleich hohe Bahnen von blau und gelb, mit darin mittig der blauen ein in weiß gehaltener Halbmond, in der gelben Bahn drei schwarze schräg gestellte Holzbalken nebeneinander.